# Ceblepyris cinereus
La coracina del Madagascar (Ceblepyris cinereus (Statius Müller, 1776)) è un uccello della famiglia Campephagidae, endemico del Madagascar.

## Distribuzione e habitat
Presente in Madagascar e nelle isole Comore e Mayotte.